# Johanna Nichols
Johanna Nichols és una lingüista estatunidenca especialitzada en llengües eslaves i tipologia lingüística. En l'actualitat és professora emèrita al departament de llengües eslaves de la Universitat de Califòrnia a Berkeley.
Ha realitzat treballs importants de camp sobre diverses llengües del Caucas, sobretot el txetxè i l'ingúix. A més ha publicat molts estudis sobre llengües eslaves i la reconstrucció lingüística del nord d'Euràsia.
Se li deu l'establiment, avui normal en tipologia lingüística, de la diferenciació entre «marca al regent» i «marca al dependent» i la corresponent oposició entre llengües de marca al regent i de marca al dependent.
La seva obra Linguistic Diversity in Space and Time obtingué el 1994 el premi Leonard Bloomfield que atorga la Linguistic Society of America.

## Obres
- Predicate Nominals: A Partial Surface Syntax of Russian. Berkeley: University of California Press, 1981. ISBN 0-520-09626-6.
- Grammar Inside and Outside the Clause: Some Approaches to Theory from the Field. Ed. por Johanna Nichols y Anthony C. Woodbury. Cambridge [Cambridgeshire]; Nova York: Cambridge University Press, 1985. ISBN 0-521-26617-3.
- Evidentiality: The Linguistic Coding of Epistemology. Ed. por Wallace Chafe y Johanna Nichols. Norwood, N.J.: Ablex Pub. Corp., 1986. ISBN 0-89391-203-4
- "Head-Marking and Dependent-Marking Grammar" por Nichols, Johanna. en Language 66. 56-119, 1986
- Linguistic Diversity in Space and Time. Chicago: University of Chicago Press, 1992. ISBN 0-226-58056-3.
- Sound Symbolism. Ed. por Leanne Hinton, Johanna Nichols, y John J. Ohala. Cambridge [England]; New York, NY: Cambridge University Press, 1994. ISBN 0-521-45219-8.
- Chechen-English and English-Chechen Dictionary = Noxchiin-ingals, ingals-noxchiin deshnizhaina. London; New York: Routledge Curzon, 2004. ISBN 978-0-203-56517-9. Johanna Nichols, Ronald L. Sprouse, and Arbi Vagapov.
- Ingush Grammar. Berkeley: University of California Press, 2010. ISBN 0-520-09877-3.